# Ronny Ackermann
Pour les articles homonymes, voir Ackermann.
Ronny Ackermann né le 16 mai 1977 à Bad Salzungen, est un coureur allemand du combiné nordique actif de 1994 à 2010. Triple médaillé d'argent olympique, il est aussi triple vainqueur du globe de cristal, pour avoir gagné la Coupe du monde en 2002, 2003 et 2008, compétition dans laquelle il accumule 28 succès dans des manches. Aux Championnats du monde, il  remporte quatre titres individuels entre 2003 et 2007.

## Carrière

### Débuts et premiers succès
Il commence le ski de fond à l'âge de cinq ans et opte pour le combiné nordique en 1984.
Basé à Oberhof, Ronny Ackerman commence sa carrière au niveau international en 1994 en participant à des épreuves de la Coupe du monde B, compétition où il gagne sa première manche en décembre 1995 à Ramsau. Aux Championnats du monde junior 1997, il remporte la médaille d'argent à l'épreuve par équipes.
En novembre 1997, il apparaît pour la première fois dans l'élite, la Coupe du monde, terminant sixième du sprint de Rovaniemi. Le 9 décembre 1999, il remporte son premier podium et victoire en Coupe du monde à Vuokatti. Entre-temps, il prend part à ses premiers jeux olympiques à Nagano en 1998, arrivant douzième en individuel.

### Vainqueur de la Coupe du monde et champion du monde
C'est en 2001, qu'il remporte sa première médaille au championnat du monde avec le bronze sur le sprint derrière Bjarte Engen Vik et Samppa Lajunen. Vainqueur d'un sprint à Reit im Winkl cet hiver, il se classe deuxième de la Coupe du monde.
En 2002 à Salt Lake City, il gagne sa première médaille olympique sur le sprint derrière Lajunen, triple champion olympique, qui devançait déjà en tête Ackermann à la section de saut. Il gagne la médaille d'argent à l'épreuve par équipes avec Björn Kircheisen, Georg Hettich et Marcel Höhlig. En fin de saison, il assure son premier titre majeur en gagnant le classement général de la Coupe du monde, grâce à six manches remportées (comme en 2004), dont celle de Holmenkollen, soit seize ans après le dernier vainqueur allemand Hermann Weinbuch. En 2003, il combine une deuxième victoire à la Coupe du monde et son premier titre mondial sur l'individuel Gundersen (15 kilomètres) à Val di Fiemme, où il est médaillé d'argent en sprint et avec ses coéquipiers.
Aux Championnats du monde 2005, à Oberstdorf, il comble le public allemand en remportant les deux titres individuels mis en jeu (gundersen et sprint) et y est médaillé d'argent par équipes. Le Finlandais Hannu Manninen le bat au classement général de la Coupe du monde.
Aux Jeux olympiques d'hiver de 2006 à Turin, il au mieux huitième du sprint en individuel, mais décroche une troisième médaille d'argent, encore dans la compétition par équipes.
Quadruple champion du monde, après l'édition 2007 à Sapporo, où il gagne le Gundersen + 15 kilomètres, il est premier à gagner trois fois consécutivement les Championnats du monde en combiné nordique. De même pour la troisième fois consécutive, il doit se contenter de la médaille d'argent au concours par équipes.
En la faveur de trois succès d'étape lors de la saison 2007-2008, il se garantit le gain de son troisième globe de cristal désignant le gagnant de la Coupe du monde.
Il a été désigné sportif allemand de l'année en 2005. En 2003, il a reçu la Médaille Holmenkollen avec Felix Gottwald.

### Fin de carrière sportive et reconversion
Il remporte en fin d'année 2008 son 28e et ultime course de Coupe du monde à Kuusamo, soit moins que Hannu Manninen, Eric Frenzel et Jarl Magnus Riiber seulement.
Si en 2009 à Liberec, il ajoute une nouvelle médaille d'argent en championnat du monde dans l'épreuve par équipes, il n'obtient aucun résultat significatif durant la saison 2009-2010, où il manque la sélection pour les Jeux olympiques de Vancouver.
En 2011, il annonce son retrait définitif de la scène sportive alors qu'il n'était pas apparu en compétition depuis mars 2010. Il a expliqué avoir des problèmes de santé qui l'empêchaient de bien récupérer des entraînements. Il devient ensuite l'entraîneur de l'équipe d'Allemagne de combiné durant neuf ans jusqu'en 2020 sous la houlette d'Hermann Weinbuch.

## Palmarès

### Jeux olympiques
| Épreuve / Édition  | Épreuve / Édition  | Nagano 1998 | Salt Lake City 2002 | Turin 2006        |
| Sprint K120/7,5 km | Sprint K120/7,5 km |             | Médaille d'argent   |                   |
| Sprint K134/7,5 km | Sprint K134/7,5 km |             |                     | 8e                |
| Gundersen          | Gundersen          |             | 4e                  | 18e               |
| Par équipes        | Par équipes        | 6e          | Médaille d'argent   | Médaille d'argent |

### Championnats du monde
| Épreuve / Édition | Épreuve / Édition | Ramsau 1999 | Lahti 2001 | Val di Fiemme 2003 | Oberstdorf 2005 | Sapporo 2007 | Liberec 2009 |
| Sprint            | K90/7,5 km        | 9e          |            |                    |                 |              |              |
| Sprint            | K116/7,5 km       |             | Bronze     |                    |                 |              |              |
| Sprint            | K120/7,5 km       |             |            | Argent             |                 |              |              |
| Sprint            | K134/7,5 km       |             |            |                    |                 | 8e           |              |
| Sprint            | K137/7,5 km       |             |            |                    | Or              |              |              |
| Départ en ligne   | Départ en ligne   |             |            |                    |                 |              | 19e          |
| Gundersen         | Gundersen         | 24e         | 16e        | Or                 | Or              | Or           |              |
| Gundersen         | PT                |             |            |                    |                 |              | 13e          |
| Gundersen         | GT                |             |            |                    |                 |              | 21e          |
| Par équipes       | PT                | 6e          | 4e         | Argent             |                 |              |              |
| Par équipes       | GT                |             |            |                    | Argent          | Argent       | Argent       |

GT : grand tremplin / PT : petit tremplin.

### Coupe du monde
- Meilleur classement général : vainqueur en 2002, 2003 et 2008.
- Vainqueur du classement du sprint en 2002, 2003 et 2008.
- 77 podiums individuels, dont 28 victoires.

 Dernière mise à jour le 1er avril 2010 

#### Différents classements en Coupe du monde
| Année     | Classement général final |
| 1997-1998 | 12e                      |
| 1998-1999 | 23e                      |
| 1999-2000 | 5e                       |
| 2000-2001 | 2e                       |
| 2001-2002 | 1er                      |
| 2002-2003 | 1er                      |
| 2003-2004 | 2e                       |
| 2004-2005 | 2e                       |
| 2005-2006 | 11e                      |
| 2006-2007 | 9e                       |
| 2007-2008 | 1er                      |
| 2008-2009 | 19e                      |
| 2009-2010 | 49e                      |

#### Détail des victoires
| Édition | Épreuve                                                |
| ------- | ------------------------------------------------------ |
| 2000    | Vuokatti (Gundersen – K90 / 15 km).                    |
| 2001    | Reit im Winkl (Sprint – K90 / 7,5 km).                 |
| 2001    | Liberec (Gundersen – K120 / 15 km).                    |
| 2002    | Kuopio (Gundersen – K120 / 15 km).                     |
| 2002    | Kuopio (Sprint – K120 / 7,5 km).                       |
| 2002    | Steamboat Springs (Sprint – K114 / 7,5 km).            |
| 2002    | Reit im Winkl (Sprint – K90 / 7,5 km).                 |
| 2002    | Liberec (Sprint – K120 / 7,5 km).                      |
| 2002    | Oslo (Gundersen – K115 / 15 km).                       |
| 2003    | Hakuba (Individuel – K120 / 7,5 km).                   |
| 2003    | Sapporo (Mass-start (départ en ligne) – K120 / 10 km). |
| 2003    | Oslo (Sprint – K115 / 7,5 km).                         |
| 2003    | Lahti (Gundersen – K116 / 15 km).                      |
| 2004    | Kuusamo (Gundersen – K120 / 15 km).                    |
| 2004    | Kuusamo (Sprint – K120 / 7,5 km).                      |
| 2004    | Trondheim (Sprint – K120 / 7,5 km).                    |
| 2004    | Val di Fiemme (Gundersen – K95 / 15 km).               |
| 2004    | Oberhof (Gundersen – K120 / 15 km).                    |
| 2004    | Liberec (Gundersen – K120 / 15 km).                    |
| 2004    | Oslo (Gundersen – K115 / 15 km).                       |
| 2005    | Kuusamo (Gundersen – HS142 / 15 km).                   |
| 2005    | Trondheim (Gundersen – K131 / 15 km).                  |
| 2005    | Trondheim (Sprint – K131 / 7,5 km).                    |
| 2005    | Ruhpolding (Sprint – HS1228 / 7,5 km).                 |
| 2008    | Kuusamo (Gundersen – HS142 / 15 km).                   |
| 2008    | Val di Fiemme (Gundersen – HS134 / 15 km).             |
| 2008    | Klingenthal (Sprint – HS140 / 7,5 km).                 |
| 2009    | Kuusamo (Gundersen – HS142 / 10 km).                   |

### Championnats du monde junior
- Médaille d'argent par équipes en 1997 à Canmore.

### Grand Prix
- Vainqueur de l'édition 1999.
- 5 victoires.